# روبرت دايل مورغان
روبرت دايل مورغان (بالإنجليزية: Robert Dale Morgan)‏ (و. 1912 – 2002 م) هو محامي، وقاضي من الولايات المتحدة الأمريكية .
وهو عضو في الحزب الجمهوري .

## التعليم
تعلم في جامعة برادلي.